# موشک ظفر

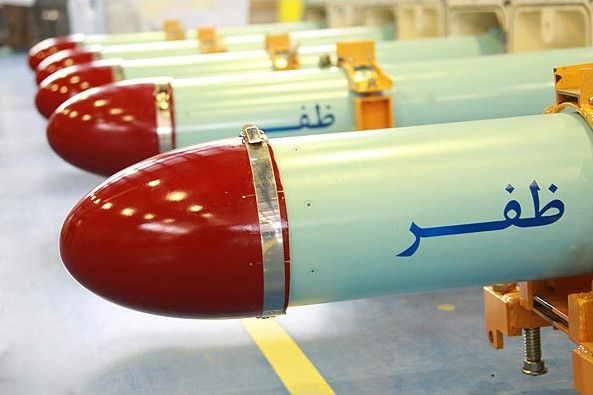
موشک کروزِ دریاییِ ظفر

موشک ظفر موشک ایرانیِ ضد کشتیِ کوتاه‌برد و راداری می‌باشد که قادر به هدف قرار دادن (و انهدام) اهداف کوچک-متوسط با دقت بالا است. از جمله ویژگی این موشک، قابلیت نصب بر روی شناورهای سبک و تندرو (در مدلهای مختلف)، کم وزن بودن و توانایی «ضد جنگ الکترونیک بالا» و قدرت تخریب زیاد است. این موشک ایرانی می‌تواند در هر ۳ ثانیه بصورت تک-تک و چندتایی هدف‌های مدنظر را منهدم نماید.

## مزایا
این موشکِ کروزِ دریایی که فازهای توسعه و پیشرفت آن همچنان استمرار دارد، با پرواز کردن در ارتفاعات کم، « «موشکی رادارگریز»» محسوب می‌گردد. این نوع موشکهای کروز، دارای مزیت‌های هستند، از جمله: عدم دیده‌شدن بوسیله رادارهای پیشرفته (که سبب عبور این موشکها از سپرهای موشکی قدرتمند می‌شود) و قابلیت هدایت‌پذیری در طول تمام مسیر حرکت این موشک، مهم‌ترین مزیت آن محسوب می‌شود. ابعاد موشک ضد کشتی ظفر در قیاس با برد و توان تخریب بالای آن، کم می‌باشد؛ و بدین سبب دارای توانایی نصب و شلیک از روی شناورهای کوچک است و این ویژگی موجب بیشتر شدن قدرت تاکتیکی در برابر با تهدیدات دریایی دشمن می‌شود.

## آزمایش
بنابر گزارش خبرگزاری مهر: موشک کروز دریایی با نام ظفر در منطقه سوم نیروی دریایی سپاه مورد آزمایش قرار گرفت و هدف مورد نظر را با دقت و موفقیت منهدم کرد. در این آزمایش، سامانه موشک کروز دریایی نصب شده بر روی شناورهای تندرو منطقه توانست هدف مورد نظر را در مسافتی قابل توجه شناسایی و با شلیکی موفق، این هدف را متلاشی کند.

همچنین، خط تولید انبوه این سامانهٔ کروز دریایی، در مراسمی در روز چهارم از ایام دهه فجر افتتاح گردید و سری اول «موشک ظفر» به نیروی دریایی سپاه پاسداران انقلاب اسلامی تحویل داده شد. در این مراسم، احمد وحیدی، وزیر دفاع و پشتیبانی نیروهای مسلح (وقت) و علی فدوی، فرمانده نیروی دریایی سپاه پاسداران انقلاب اسلامی، در سازمان صنایع هوافضای وزارت دفاع برگزار گردید.

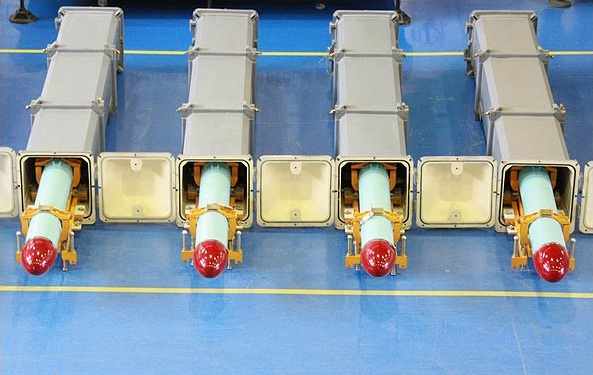